# Мейер, Михаил Серафимович
Михаи́л Серафи́мович Ме́йер (30 августа 1936, Москва — 19 апреля 2022) — советский и российский историк-тюрколог, специалист по османской истории. Доктор исторических наук, профессор. Отец Максима Мейера.

## Биография
Окончил Институт восточных языков (ныне — ИСАА) при МГУ в 1960 году. В 1965 году стал кандидатом, а в 1990 году — доктором исторических наук. Профессор (1992), подготовил трёх кандидатов наук (на 1998 год).
Директор Института стран Азии и Африки (ИСАА) при МГУ (1994—2012), президент Института стран Азии и Африки с декабря 2012 года, заведующий кафедрой истории Ближнего и Среднего Востока ИСАА МГУ (1990).
Сфера научных интересов — история Османской империи, проблема интегрирования Ближнего и Среднего Востока в Мир-Систему. Член редакционного совета журнала «Восточная коллекция».

## Критика
Взгляды М. С. Мейера по вопросу геноцида армян неоднократно критиковались специалистами и различными организациями, и рассматриваются как отрицание геноцида армян. В частности, 11 июня 2013 года в эфире телеканала «Культура» Мейер выдвинул ряд тезисов, которые историк, директор Института политических и социальных исследований Черноморско-Каспийского региона В. А. Захаров определил как искажение исторических фактов.

## Труды
- Османская империя в XVIII веке: черты структурного кризиса. — М.: ГИВЛ, 1991.
- История Турции в средние века и новое время (совместно с Д. Е. Еремеевым). — М.: МГУ, 1992.
- Докторская диссертация: Социально-политический кризис Османской империи в XVIII веке. — М., 1989. — 396 л. (МГУ, ИСАА.) Автореф.: — М., 1989. — 31 с.
- Социально-экономический строй Османской империи в XVII—XVIII веках // История стран Азии и Африки в нов. время. — М.: 1971. — С. 215—232.
- Некоторые черты аграрных отношений в Османской империи // Историография стран Востока: (Проблемы феодализма). — М.: 1977. — С. 179—293.
- О соотношении светской и духовной власти в османской политической системе в XVI—XVIII вв. // Ислам в истории народов Востока. — М., 1981. — С. 51—62.
- Экономические проблемы Османской империи XVI—XVIII вв. в современной турецкой и западной историографии // Соц.-экон. проблемы генезиса капитализма. — М., 1984. — С. 224—248.
- Новые явления социально-политической жизни Османской империи во второй половине XVII—XVIII в. // Османская империя: Система государственного управления и этнорелигиозн. отношения. — М., 1986. — С. 55—185.
- Османская империя // Всемирная история экономической мысли. — Т. 1. — М., 1987. — С. 343—353.
- Вместо введ.: Внешнеэкон. связи Османской империи в современной немарксистской историографии // Внешнеэкономические связи Османской империи в нов. время (конец XVIII — начало XX в.). — М., 1989. — С. 7—24.
- Особенности экономической жизни городов Османской империи в XVI—XVIII вв./ Зарубежный Восток. Вопросы экономической истории городов. — М., 1990. — С. 5—32.
- Кризис имперских порядков: меняющиеся отношения центра и периферии / Османская империя: государственная власть и социально-политическая структура. — М., 1992. — С. 66—81.
- Османская империя в XIV—XV вв. / История Востока. — Т. 2. — М., 1995. — С. 493—504.
- Основные этапы ранней истории русско-турецких отношений / Османская империя: проблемы внешней политики и отношений с Россией. — М., 1996. — С. 47—117.
- Ататюрк : [арх. 5 декабря 2022] / Мейер М. С. // Анкилоз — Банка. — М. : Большая российская энциклопедия, 2005. — (Большая российская энциклопедия : [в 35 т.] / гл. ред. Ю. С. Осипов ; 2004—2017, т. 2). — ISBN 5-85270-330-3.

## Награды
- Орден Дружбы (25 января 2005)[7]
- Орден Восходящего солнца (Япония; ноябрь 2010)[8]
- Заслуженный профессор Московского университета (2003)